# Тодор Илиев Стойков – Тодориката
Тодор Илиев Стойков Губерски с прякор Тодориката е участник в четата на Филип Тотю, Ботевски четник, участник в Сръбско-турската война от 1876 г. и заточеник в тъмницата на крепостта Сен Жан д`Акр.
Тодор Стойков е роден на 12 февруари през 1842 г. Баща му е Илия Стойков Губерски от Микре, а майка му е Цонка Тодорова. Родителите му си купуват къща в Ловеч, за да продължи учението си синът им и да им помага през зимата в сапунджийският занаят. През 1866 г. Тодор заедно със своя съученик Дончо Колев Дочев заминал за Румъния. През 1867 г. се записва в четата на Филип Тотю. В Румъния благодарение на по-високата си образованост бързо усвоил румънския език и през 1871 г. постъпил на работа в румънската жандармерия, където служил до 1873 г., след което постъпил на работа в печатницата на Любен Каравелов и Христо Ботев. Изпълнявал е по тяхна заръка различни мисии до Галац, Браила, Крайова, Оршова. Редовно посещавал и родното си село Микре. При едно от тези посещения той се сгодил, но при една от разквартируванията на турския аскер в селото, бидейко то войнушко поселение с военни повинности, пострадала годеницата му, а майка му помъчила се да защити снаха си била убита от турците. Тодор имал за какво да се разплаща с поробителите и той не се поколебал да се запише в четата на Христо Ботев заедно с други десет именити микренци сред които са и Васил Петков Кировски и Христо Димитров Иванов Мирвански.
След разбиването на четата е заловен във Видинско. След осем мъчителни дни във видинския затвор с други негови другари е прехвърлен в Русе, където се провежда съдебен процес, при който от 29 четници на общо 13 са поискани смъртни присъди. Благодарение на блестящата защита в съда на видинчанина Илия Цанков присъдата е сменена на доживотен затвор по силата на която на 7 юли 1876 г. Тодор Илиев с други свои другари е откаран в цариградския затвор. След близо едногодишен престой, в разгара на Руско-турската война, заедно с друго български затворници той е прехвърлен в тъмницата на крепостта Сен Жан д`Акр, известна още и под името Акия или Акра (намиращ се в днешен северен Израел, близо до ливанската граница). Благодарение на Руско-турската освободителна война през март 1878 г. след изтърпяните нечовешки условия с останалите живи свои другари Тодор Илиев е освободен и се завръща вече в свободна България. Живял е във Видин и София и често се е завръщал в Ловеч при роднините си. Тодор Илиев Стойков участва и в Сръбско-българската война през 1885 г. 
Тодориката умира на 8 август 1912 г. в Ловеч, където е погребан в градските гробища. Награден е със сребърен орден за „За храброст“.